# Nati nel 1967/Novembre
| Questa pagina contiene informazioni ricavate automaticamente dalle voci biografiche con l'ausilio del template Bio e di un bot. L'aggiornamento è periodico e automatico e ricostruisce completamente la pagina. Se manca una persona in questa lista, sei pregato di non aggiungerla, ma accertati piuttosto che la sua voce biografica contenga il template Bio e che i dati anagrafici siano correttamente compilati. Se il template Bio manca, inseriscilo tu stesso o, in alternativa, metti l'avviso {{tmp\|Bio}} che ne segnala la mancanza. Se i dati riportati sono sbagliati, correggi direttamente la voce biografica; le modifiche saranno visibili in questa lista entro pochi giorni. Per chiarimenti vedi il progetto biografie. La lista contiene solo le 296 persone che sono citate nell'enciclopedia e per le quali è stato implementato correttamente il template Bio. Pagina aggiornata al 26 lug 2025. |

- 1º novembre - Tina Arena, cantante australiana
- 1º novembre - Adriana Cantisani, educatrice, personaggio televisivo e scrittrice uruguaiana
- 1º novembre - Marco Carrara, allenatore di calcio e ex calciatore italiano
- 1º novembre - Félix Fernández, ex calciatore messicano
- 1º novembre - Jean-Christophe Guinchard, triatleta svizzero
- 1º novembre - Carlo Orlandi, ex rugbista a 15, allenatore di rugby a 15 e dirigente sportivo italiano
- 1º novembre - Pierre Coffin, regista e doppiatore francese
- 1º novembre - Miguel Rimba, ex calciatore boliviano
- 1º novembre - Plum Mariko, wrestler giapponese († 1997)
- 2 novembre - Jalil Zaidan Agool, ex calciatore iracheno
- 2 novembre - Kurt Elling, cantante statunitense
- 2 novembre - Akira Ishida, attore e doppiatore giapponese
- 2 novembre - Barbara Lagoa, avvocato e giurista statunitense
- 2 novembre - Derek Porter, ex canottiere canadese
- 2 novembre - Ryszard Sobczak, ex schermidore polacco
- 2 novembre - Zvonimir Soldo, allenatore di calcio e ex calciatore croato
- 2 novembre - Scott Walker, politico statunitense
- 2 novembre - Stipe Šarlija, allenatore di pallacanestro croato
- 3 novembre - Birk Anders, ex biatleta tedesco orientale
- 3 novembre - Pëtr Bоčkаrëv, ex astista russo
- 3 novembre - Ursula e Sabina Eriksson, criminale svedese
- 3 novembre - Pietro Ferrario, direttore di coro, compositore e pianista italiano
- 3 novembre - Pablo Guerrero Martínez, avvocato e politico ecuadoriano
- 3 novembre - Adama Koné Clofie, ex calciatore ivoriano
- 3 novembre - Giulio Manfredonia, regista e sceneggiatore italiano
- 3 novembre - Luisa Marzotto, attrice italiana
- 3 novembre - Miguel Mas, attore e regista cinematografico argentino
- 3 novembre - Mykola Mil'čev, tiratore a volo ucraino
- 3 novembre - Michael Morhaime, imprenditore e informatico statunitense
- 3 novembre - Antonio Pettigrew, velocista statunitense († 2010)
- 3 novembre - Giovanni Schillaci, ex lottatore italiano
- 3 novembre - Mario Solimeno, ex calciatore italiano
- 3 novembre - John Tomac, ex ciclista su strada e mountain biker statunitense
- 3 novembre - Steven Wilson, cantautore e musicista britannico
- 4 novembre - Daisuke Asakura, musicista, compositore e produttore discografico giapponese
- 4 novembre - Yılmaz Erdoğan, regista, attore e poeta turco
- 4 novembre - David MacEachern, ex bobbista canadese
- 4 novembre - Fikret Orman, imprenditore, ingegnere e dirigente sportivo turco
- 4 novembre - Mino Raiola, procuratore sportivo italiano († 2022)
- 4 novembre - Alberto Rivolta, calciatore italiano († 2019)
- 4 novembre - Olena Sadovnyča, ex arciera ucraina
- 4 novembre - Andrea Sardini, allenatore di calcio e ex calciatore italiano
- 4 novembre - Randy White, ex cestista statunitense
- 5 novembre - Colette Brand, ex sciatrice freestyle svizzera
- 5 novembre - Erika Dobosiewicz, violinista e musicista polacca († 2023)
- 5 novembre - Duilio Forte, artista e architetto italiano
- 5 novembre - Ia Genberg, scrittrice e giornalista svedese
- 5 novembre - Silvia La Fratta, ex tennista italiana
- 5 novembre - Frank Pollack, ex giocatore di football americano e allenatore di football americano statunitense
- 5 novembre - Judy Reyes, attrice statunitense
- 5 novembre - Dorota Słomińska, schermitrice polacca
- 5 novembre - Percy Snow, ex giocatore di football americano statunitense
- 5 novembre - Kayah, modella e cantante polacca
- 6 novembre - Luis Arnáez, allenatore di calcio e ex calciatore costaricano
- 6 novembre - Zoltán Balog, ex calciatore ungherese
- 6 novembre - Emmanuelle Bercot, attrice, regista e sceneggiatrice francese
- 6 novembre - Dennis Brown, ex giocatore di football americano statunitense
- 6 novembre - Massimo Ficcadenti, allenatore di calcio e ex calciatore italiano
- 6 novembre - Ho-Sung Pak, artista marziale, attore e stuntman statunitense
- 6 novembre - Janez Lenarčič, diplomatico sloveno
- 6 novembre - Shūzō Matsuoka, ex tennista giapponese
- 6 novembre - Guido Mazzoni, poeta, saggista e critico letterario italiano
- 6 novembre - Grigore Obreja, canoista rumeno († 2016)
- 6 novembre - Pervin Buldan, politica turca
- 6 novembre - Rebecca Schaeffer, attrice statunitense († 1989)
- 6 novembre - Hayat Sindi, medico araba
- 6 novembre - Dan Zahavi, filosofo danese
- 7 novembre - Álvaro Araújo, politico colombiano
- 7 novembre - Careena Collins, ex attrice pornografica e regista statunitense
- 7 novembre - Riccardo Crosa, fumettista, disegnatore e illustratore italiano
- 7 novembre - Jürgen Degen, ex calciatore tedesco
- 7 novembre - Steve DiGiorgio, bassista statunitense
- 7 novembre - Heinz Fuchsbichler, allenatore di calcio, dirigente sportivo e ex calciatore austriaco
- 7 novembre - David Guetta, disc jockey, musicista e produttore discografico francese
- 7 novembre - Marc Hottiger, ex calciatore svizzero
- 7 novembre - Per-Ola Ljung, allenatore di calcio e ex calciatore svedese
- 7 novembre - John Michael McDonagh, regista e sceneggiatore irlandese
- 7 novembre - Peter Prosper, ex calciatore trinidadiano
- 7 novembre - Mariana Pérez Roldán, ex tennista argentina
- 7 novembre - Sharleen Spiteri, cantante e attrice scozzese
- 8 novembre - José Luis Caminero, dirigente sportivo e ex calciatore spagnolo
- 8 novembre - Giulio Delfino, giornalista italiano
- 8 novembre - Andrea Muzzi, attore e regista italiano
- 8 novembre - Courtney Thorne-Smith, attrice statunitense
- 8 novembre - Kamar de los Reyes, attore portoricano († 2023)
- 9 novembre - Daphne Guinness, artista, giornalista e socialite britannica
- 9 novembre - Alex Infascelli, regista e sceneggiatore italiano
- 9 novembre - Patric Karlsson, ex calciatore svedese
- 9 novembre - Yoshirō Moriyama, allenatore di calcio e ex calciatore giapponese
- 9 novembre - Wendy Morton, politica britannica
- 9 novembre - Naruyuki Naitō, ex calciatore giapponese
- 9 novembre - Massimo Pugliese, dirigente sportivo italiano
- 9 novembre - Guido Quaroni, effettista e doppiatore italiano
- 9 novembre - Joanna Riding, attrice e cantante britannica
- 10 novembre - Martin Beaver, violinista e docente canadese
- 10 novembre - Terry Butler, bassista statunitense
- 10 novembre - Vivian Chow, cantante, compositrice e attrice cinese
- 10 novembre - Michael Derrer, giudice e sociologo svizzero
- 10 novembre - Jackie Gallagher, triatleta e maratoneta australiana († 2014)
- 10 novembre - Jim Gillette, cantante statunitense
- 10 novembre - Boris Jardel, musicista francese
- 10 novembre - Mauro Radaelli, ex ciclista su strada italiano
- 10 novembre - Darick Robertson, fumettista statunitense
- 10 novembre - Andreas Scholl, controtenore tedesco
- 10 novembre - Ilaria Stagni, doppiatrice, direttrice del doppiaggio e dialoghista italiana
- 10 novembre - Michael Jai White, attore e artista marziale statunitense
- 11 novembre - Frank John Hughes, attore, sceneggiatore e doppiatore statunitense
- 11 novembre - Bill Musgrave, ex giocatore di football americano e allenatore di football americano statunitense
- 11 novembre - Van Hammer, ex wrestler statunitense
- 11 novembre - Gil de Ferran, pilota automobilistico brasiliano († 2023)
- 12 novembre - Iryna Chalip, giornalista, scrittrice e attivista bielorussa
- 12 novembre - Andy Clement, allenatore di calcio e ex calciatore gallese
- 12 novembre - Disco Inferno, wrestler statunitense
- 12 novembre - Andrés Estrada, ex calciatore colombiano
- 12 novembre - Gianni Girotto, politico italiano
- 12 novembre - Gerald Glass, ex cestista statunitense
- 12 novembre - Eric Hayes, ex giocatore di football americano statunitense
- 12 novembre - Henk-Jan Held, allenatore di pallavolo e ex pallavolista olandese
- 12 novembre - Ann Lee, cantante britannica
- 12 novembre - Michael Moorer, ex pugile statunitense
- 12 novembre - Grant Nicholas, cantante, chitarrista e compositore gallese
- 12 novembre - Mihhail Rõtšagov, scacchista estone
- 12 novembre - Takuya Takagi, allenatore di calcio e ex calciatore giapponese
- 12 novembre - Giovanni Tommasi Ferroni, pittore italiano
- 13 novembre - Stanley Brundy, ex cestista statunitense
- 13 novembre - Juhi Chawla, attrice, produttrice cinematografica e modella indiana
- 13 novembre - Patrick Diotte, ex calciatore canadese
- 13 novembre - Kristen Gilbert, serial killer statunitense
- 13 novembre - Randi Ingerman, modella e attrice statunitense
- 13 novembre - Gerhard Karner, politico austriaco
- 13 novembre - Jimmy Kimmel, conduttore televisivo, comico e attore statunitense
- 13 novembre - Tommaso Napoli, allenatore di calcio e ex calciatore italiano
- 13 novembre - Zoilamérica Ortega Murillo, politica e attivista nicaraguense
- 13 novembre - Dmitrij Ševčenko, ex schermidore russo
- 13 novembre - Dariusz Skrzypczak, allenatore di calcio e ex calciatore polacco
- 13 novembre - Wu Wenbing, ex calciatore cinese
- 13 novembre - Steve Zahn, attore statunitense
- 14 novembre - Friday Elahor, ex calciatore nigeriano
- 14 novembre - Fabrizio Forte, attore cinematografico italiano
- 14 novembre - Nina Gordon, cantautrice e chitarrista statunitense
- 14 novembre - Stefano Papiri, ex calciatore italiano
- 14 novembre - Max Pezzali, cantautore e scrittore italiano
- 14 novembre - Imre Pulai, ex canoista ungherese
- 14 novembre - Roberto Rotatori, cavaliere italiano
- 14 novembre - Julio Saldaña, ex calciatore argentino
- 14 novembre - Nicola Savino, conduttore radiofonico, conduttore televisivo e autore televisivo italiano
- 14 novembre - Timofej Skrjabin, ex pugile moldavo
- 14 novembre - Makoto Teguramori, allenatore di calcio e ex calciatore giapponese
- 14 novembre - Paul Wagner, ex giocatore di baseball statunitense
- 15 novembre - Becky Anderson, giornalista e conduttrice televisiva inglese
- 15 novembre - Greg Anthony, ex cestista statunitense
- 15 novembre - Orazio Arancio, ex rugbista a 15, allenatore di rugby a 15 e dirigente sportivo italiano
- 15 novembre - Gianpaolo Dal Dosso, cantante, compositore e direttore di coro italiano
- 15 novembre - Laura Garrone, ex tennista e allenatrice di tennis italiana
- 15 novembre - Dan Găureanu, schermidore rumeno († 2017)
- 15 novembre - Marko Myyry, ex calciatore finlandese
- 15 novembre - Ariel Olivetti, fumettista argentino
- 15 novembre - François Ozon, regista e sceneggiatore francese
- 15 novembre - Gustavo Poyet, allenatore di calcio e ex calciatore uruguaiano
- 15 novembre - Jon Preston, ex rugbista a 15, allenatore di rugby a 15 e commentatore televisivo neozelandese
- 15 novembre - Luigi Rinaldi, scrittore di fantascienza italiano
- 15 novembre - Nazim Sadıqov, ex calciatore azero
- 15 novembre - E-40, rapper statunitense
- 16 novembre - Paul Barnes, ex calciatore inglese
- 16 novembre - Lisa Bonet, attrice statunitense
- 16 novembre - Edgar Estrada, ex calciatore guatemalteco
- 16 novembre - Ines Nobili, attrice italiana
- 16 novembre - Mike Origi, ex calciatore keniota
- 16 novembre - Enrique Samuel, ex calciatore venezuelano
- 16 novembre - Wang Bing, regista cinese
- 17 novembre - Michael Andrews, compositore, musicista e produttore discografico statunitense
- 17 novembre - Tab Benoit, chitarrista e musicista statunitense
- 17 novembre - Michail Botvinov, ex fondista russo
- 17 novembre - Massimiliano Chiamenti, saggista, traduttore e poeta italiano († 2011)
- 17 novembre - Clayton Fredericks, cavaliere australiano
- 17 novembre - Daniele Galea, attore italiano
- 17 novembre - Howard Griffith, ex giocatore di football americano statunitense
- 17 novembre - Thomas Libiih, ex calciatore camerunese
- 17 novembre - Mons Ivar Mjelde, allenatore di calcio e ex calciatore norvegese
- 17 novembre - Estela Rodríguez, judoka cubana († 2022)
- 17 novembre - Carmen Ruiz Hervías, schermitrice spagnola
- 17 novembre - Domenico Schiattarella, pilota automobilistico italiano
- 18 novembre - Christian Bisceglia, regista, sceneggiatore e produttore cinematografico italiano
- 18 novembre - Stefan Brupbacher, politico svizzero
- 18 novembre - Patrizia Burul, doppiatrice e direttrice del doppiaggio italiana
- 18 novembre - Rémy Delhomme, ex schermidore francese
- 18 novembre - Rasa Kreivytė, ex cestista lituana
- 18 novembre - Peter Közle, ex calciatore tedesco
- 18 novembre - Gavin Peacock, ex calciatore inglese
- 18 novembre - Hélio Pereira dos Santos, vescovo cattolico brasiliano
- 18 novembre - Caroline Proust, attrice francese
- 18 novembre - Thomas Reineck, ex canoista tedesco
- 18 novembre - Bruce Westerman, politico statunitense
- 19 novembre - Paolo Constantini, ex giocatore di curling italiano
- 19 novembre - Brent Dabbs, ex cestista statunitense
- 19 novembre - Ludwig Gredler, biatleta e fondista austriaco
- 19 novembre - Ruta Sepetys, scrittrice statunitense
- 19 novembre - Hasna del Marocco, principessa e ambientalista marocchina
- 20 novembre - Achim Beierlorzer, allenatore di calcio e ex calciatore tedesco
- 20 novembre - Federica Bonsignori, ex tennista italiana
- 20 novembre - Chris Childs, ex cestista statunitense
- 20 novembre - Ronaldo Giovanelli, ex calciatore brasiliano
- 20 novembre - Martin Glváč, politico slovacco
- 20 novembre - Katharina Hagena, scrittrice e saggista tedesca
- 20 novembre - Alessandro Pane, allenatore di calcio e ex calciatore italiano
- 20 novembre - Ramón Ramos, ex cestista portoricano
- 20 novembre - Stuart Ripley, ex calciatore inglese
- 20 novembre - Odd Skarheim, dirigente sportivo norvegese
- 20 novembre - Teoman, cantautore turco
- 21 novembre - Ramiz Bisha, ex calciatore albanese
- 21 novembre - Ken Block, pilota di rally, imprenditore e stuntman statunitense († 2023)
- 21 novembre - Jean-Marie Cuoq, pilota di rally francese
- 21 novembre - Toshihiko Koga, judoka giapponese († 2021)
- 21 novembre - Dragoje Leković, ex calciatore jugoslavo
- 21 novembre - Amanda Lepore, modella statunitense
- 21 novembre - Steve Pikiell, ex cestista e allenatore di pallacanestro statunitense
- 21 novembre - Carlos Javier Regazzoni, politico e medico argentino
- 22 novembre - Boris Becker, ex tennista e allenatore di tennis tedesco
- 22 novembre - José Guadalupe Cruz, allenatore di calcio e ex calciatore messicano
- 22 novembre - Clark Donatelli, allenatore di hockey su ghiaccio|Attività2=ex hockeista su ghiaccio statunitense
- 22 novembre - Steven John Maekawa, vescovo cattolico statunitense
- 22 novembre - Roland Meier, ex ciclista su strada svizzero
- 22 novembre - Mark Ruffalo, attore e produttore cinematografico statunitense
- 22 novembre - Annemie Turtelboom, politica belga
- 22 novembre - Bart Veldkamp, ex pattinatore di velocità su ghiaccio olandese
- 22 novembre - Mariateresa Vivaldini, politica italiana
- 22 novembre - Dennis Ward, bassista e produttore discografico statunitense
- 22 novembre - Sergio Zanetti, allenatore di calcio e ex calciatore argentino
- 23 novembre - Francesco Cinquemani, giornalista, sceneggiatore e regista italiano († 2024)
- 23 novembre - Christophe Cocard, ex calciatore francese
- 23 novembre - Maurizio Filardo, compositore e direttore d'orchestra italiano
- 23 novembre - John Curtis Iffert, vescovo cattolico statunitense
- 23 novembre - Gary Kirsten, crickettista sudafricano
- 23 novembre - Salli Richardson, attrice e regista statunitense
- 23 novembre - Petr Treml, ex cestista e allenatore di pallacanestro ceco
- 24 novembre - Alexey Martins Rodrigues Carvalho, ex cestista brasiliano
- 24 novembre - Luis Camacaro, ex calciatore venezuelano
- 24 novembre - Lorenzo Flaherty, attore italiano
- 24 novembre - Giuseppe Gatta, allenatore di calcio e ex calciatore italiano
- 24 novembre - Kerstin Köppen, ex canottiera tedesca
- 24 novembre - Daniele Limonta, ex calciatore italiano
- 24 novembre - Massimo Lopresti, regista italiano
- 24 novembre - Gavin Maguire, ex calciatore inglese
- 24 novembre - Mirosław Rypel, ex giocatore di calcio a 5 polacco
- 24 novembre - Massimiliano Saccani, ex arbitro di calcio italiano
- 25 novembre - Pauliina Aalto, giocatrice di bowling finlandese
- 25 novembre - Mauro Blanco, ex calciatore boliviano
- 25 novembre - Gianluca Mattioli, arbitro di pallacanestro italiano († 2017)
- 25 novembre - Kazuya Nakai, doppiatore giapponese
- 25 novembre - Anthony Nesty, ex nuotatore surinamese
- 25 novembre - Andrea Stinson, ex cestista statunitense
- 25 novembre - Giovanni Torchio, allenatore di pallavolo italiano
- 25 novembre - Gregg Turkington, comico, attore e musicista australiano
- 26 novembre - Giacomo Cacciatore, scrittore e saggista italiano
- 26 novembre - Zoltán Kósz, ex pallanuotista ungherese
- 26 novembre - Luca Lucini, regista e produttore cinematografico italiano
- 26 novembre - John Stirratt, bassista e polistrumentista statunitense
- 27 novembre - João Cunha e Silva, ex tennista portoghese
- 27 novembre - Shane Embury, bassista inglese
- 27 novembre - Giorgio Ferretti, arcivescovo cattolico italiano
- 27 novembre - Laura Golarsa, telecronista sportiva, allenatrice di tennis e ex tennista italiana
- 27 novembre - Predrag Krunić, allenatore di pallacanestro bosniaco
- 27 novembre - Na Ying, cantante cinese
- 27 novembre - Michael Reale, attore italiano
- 27 novembre - Roberto Saetti, ex rugbista a 15 e chirurgo italiano
- 27 novembre - Richard West, tastierista, compositore e produttore discografico britannico
- 27 novembre - Virgílio do Carmo da Silva, cardinale e arcivescovo cattolico est-timorese
- 28 novembre - Marcel Ciolacu, politico rumeno
- 28 novembre - José Del Solar, allenatore di calcio, dirigente sportivo e ex calciatore peruviano
- 28 novembre - Paul Graham, ex cestista statunitense
- 28 novembre - Chris Heaton-Harris, politico britannico
- 28 novembre - Renhō, politica giapponese
- 28 novembre - Dubravko Pavličić, calciatore croato († 2012)
- 28 novembre - Sergio Pezzotta, ex arbitro di calcio argentino
- 28 novembre - Hossein Shahabi, regista, sceneggiatore e produttore cinematografico iraniano († 2023)
- 28 novembre - Anna Nicole Smith, modella e attrice statunitense († 2007)
- 28 novembre - Stephnie Weir, attrice e comica statunitense
- 29 novembre - Jan Behrendt, ex slittinista tedesco
- 29 novembre - Stefano Cattai, ex ciclista su strada italiano
- 29 novembre - Andrea Cuicchi, allenatore di calcio e ex calciatore italiano
- 29 novembre - Mark McCall, rugbista a 15 e allenatore di rugby a 15 irlandese
- 29 novembre - Andrea Molaioli, regista e sceneggiatore italiano
- 29 novembre - Clancy Pendergast, allenatore di football americano statunitense
- 29 novembre - Farian Sabahi, giornalista e orientalista italiana
- 29 novembre - Giovanni Scaramuzzino, giornalista italiano
- 29 novembre - Charles Smith, ex cestista statunitense
- 29 novembre - Valdas Urbonas, allenatore di calcio, dirigente sportivo e ex calciatore lituano
- 30 novembre - Giovanni Amato, trombettista e compositore italiano
- 30 novembre - Alberto Cola, scrittore e autore di fantascienza italiano
- 30 novembre - Giorgio Falco, scrittore italiano
- 30 novembre - Richard Harry, ex rugbista a 15 australiano
- 30 novembre - Ulf Hielscher, bobbista tedesco
- 30 novembre - Albert Ostermaier, scrittore tedesco
- 30 novembre - Bent Ånund Ramsfjell, giocatore di curling norvegese
- 30 novembre - John Turner, ex cestista statunitense
- 30 novembre - Akinobu Yokouchi, allenatore di calcio e ex calciatore giapponese